# Distrito de Yauli (Yauli)

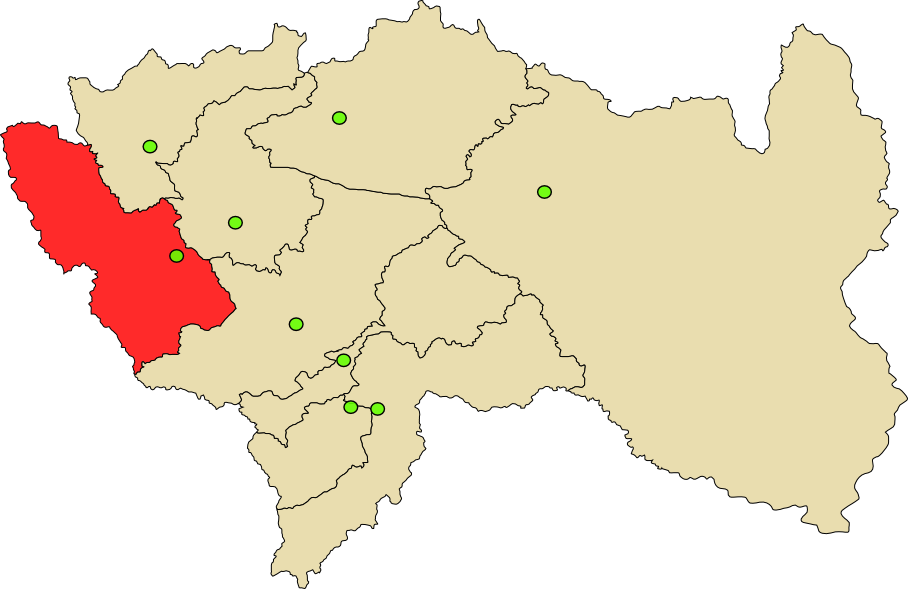
Provincia de Yauli en el Departamento de Junín

El Distrito de Yauli es uno de los diez distritos de la Provincia de Yauli, ubicada en el Departamento de Junín, bajo la administración del Gobierno Regional de Junín, en la sierra central del Perú.
Dentro de la división eclesiástica de la Iglesia Católica del Perú, pertenece a la Vicaría V de la Arquidiócesis de Huancayo

## Historia
En 1580, luego de la explotación minera impulsada por el Virrey Toledo, se formó la comunidad de San Antonio de Yauli  con aquellos pobladores que sobrevivieron a los trabajos forzados en los obrajes y las minas. El distrito fue creado en el gobierno del Presidente Ramón Castilla el 7 de noviembre de 1847  mediante Ley N° 6468, perteneciendo a la provincia de Jauja. Al crearse la Provincia de Tarma pasó a formar parte de ella y luego al crearse la provincia de Yauli, el 10 de diciembre de 1906 mediante Ley N° 459, pasó a ser parte de la misma.

## Geografía
Abarca una superficie de 424,16 kilómetros cuadrados. Aquí se ubican los baños termales.

## Capital
Su capital es la ciudad de Yauli, que se encuentra a 4 100 m s. n. m.

## Autoridades

### Municipales
- 2023 - 2026
  - Alcalde: Percy Ichpas Vargas
- 2019 - 2022
  - Alcalde: Julio Crisostomo Curi

- 2015 - 2018[2]
  - Alcalde: Luis Humberto Aliaga Coronel, Partido Alianza para el Progreso (APP).
  - Regidores: Estelita Rosalia Onofre Salcedo (APP), Mónica del Pilar Mucha Armas (APP), Karina Veronica Chirinos Casas (APP), Antonio Florencio Ramon Magno (APP), Ydin Rudy Galarza Collachagua (Juntos por Junín).
- 2011-2014[3]
  - Alcalde: Esther Beatriz Castro Tinoco, Movimiento Independiente Regional La Carita Feliz (LCF).[4]
  - Regidores: Ydin Rudy Galarza Collachagua (LCF), Lidia Raquel Mayta Chipana (LCF), Jackeline Juana Rojas Muñoz (LCF), Hugo Ignacio Casas Sandoval (LCF), Christian José Caso León (Fuerza 2011).
- 2007-2010
  - Alcalde: Vicente Zenón Hidalgo Hidalgo.

### Policiales
- Comisaría de La Oroya
  - Comisario: Cmdte. PNP. Dennis Pizarro.[5]

### Religiosas
- Arquidiócesis de Huancayo[6]
  - Arzobispo de Huancayo: Mons. Pedro Barreto Jimeno, SJ.
  - Vicario episcopal: Pbro. Enrique Tizón Basurto.
- Parroquia Cristo Rey[7]
  - Párroco: Pbro. Enrique Tizón Basurto.